# Trans Europa Express
| Recensione | Giudizio       |
| ---------- | -------------- |
| AllMusic   |                |
| Ondarock   | Pietra miliare |

Trans Europa Express (titolo internazionale: Trans-Europe Express, talvolta senza trattino) è il sesto album in studio del gruppo musicale tedesco Kraftwerk, pubblicato nel maggio 1977 dalla Kling Klang in Germania e dalla Capitol Records nel resto del mondo.
Registrato nella metà del 1976 nel Kling Klang Studio di Düsseldorf in Germania Ovest, il disco vede il gruppo perfezionare il proprio stile melodico ed elettronico, con particolare attenzione all'utilizzo del sequencer, per il minimalismo e per le parti vocali a volte manipolate. I temi trattati sono le celebrazioni del Trans Europ Express e la differenza tra l'apparenza e l'immagine.
Trans Europa Express si posizionò 119º nelle classifiche statunitensi e 30º nel sondaggio dei critici Pazz & Jop del Village Voice nel 1977. Da Trans Europa Express vennero estratti due singoli: l'omonimo Trans Europa Express  e Showroom Dummies. L'album è stato ripubblicato in diversi formati e ha ricevuto consensi da parte della critica nel corso degli anni. Nel 2014, il Los Angeles Times lo nominò "il più importante album pop degli ultimi 40 anni".

## Descrizione

### Antefatti

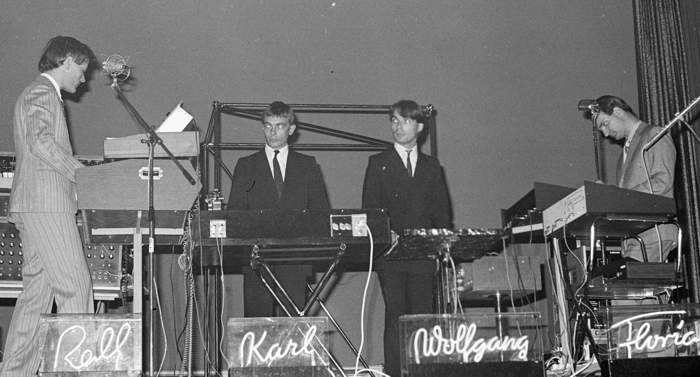
I Kraftwerk in concerto a Zurigo il 10 marzo 1976, prima di iniziare la produzione di Trans Europa Express

Dopo la pubblicazione dell'album Radio-Aktivität e il suo conseguente tour, i Kraftwerk continuarono ad allontanarsi sempre di più dal loro precedente stile krautrock caratterizzato da brani strumentali improvvisati, perfezionando sempre di più il loro lavoro, seguendo la struttura di canzoni elettroniche melodiche. Durante la tournée di Radio-Aktivität, il gruppo iniziò a stabilire delle regole per le performance come, per esempio, non ubriacarsi sul palco o alle feste. Karl Bartos scrisse qualcosa al riguardo, sostenendo che «non è facile girare le manopole su un sintetizzatore se sei ubriaco o imbottito di droghe. [...] Noi abbiamo sempre cercato di essere molto consapevoli di ciò che stavamo facendo mentre ci comportavamo in pubblico». Durante la tournée vennero eseguite le prime melodie che più avanti si sarebbero sviluppate nel brano Showroom Dummies.
A metà 1976, i Kraftwerk iniziarono a lavorare sul nuovo album che venne inizialmente intitolato Europe Endless.  Il controllo artistico sui brani passò strettamente nelle mani di Hütter e Schneider, con il contributo di Bartos e Wolfgang Flür alle percussioni elettroniche. Ispirati dalla proposta di Paul Alessandrini di scrivere un brano sul Trans Europ Express, i membri si diressero presso i ponti ferroviari per sentire i suoni prodotti dal treno, ma scoprirono che il rumore emesso non era ballabile e perciò lo cambiarono leggermente.

### Composizione
Wolfgang Flür ha affermato che i Kraftwerk furono condizionati dalla musica dell'era della Repubblica di Weimar:
 Karl Bartos parlò persino dell'influenza postbellica sul gruppo e pensò che loro «avessero vissuto questa evoluzione degli anni venti dove tutto era davvero, davvero intenso ed audiovisivo. Prima della guerra c'era la scuola Bauhaus e dopo la guerra c'erano persone straordinarie come Karlheinz Stockhausen e lo sviluppo della musica classica e dell'elettronica classica. Tutto questo era notevole e questo accadde nei pressi di Düsseldorf e Colonia, tutti i compositori di quell'epoca andavano lì.»
Hütter commentò la natura minimalista dell'album, sostenendo che «se possiamo trasmettere un'idea con solo due o tre note, è migliore rispetto a suonare cento o più note». il brano Hall of Mirrors viene descritto come se avesse voci impassibili con testi che speculano su come le star si guardano in uno specchio, descritti da Hütter e Schneider come autobiografici. La terza traccia, Showroom Dummies, venne definita da Dave Thompson di AllMusic come «spensieratamente melodica in modi che gran parte delle tracce di Trans Europa Express non lo sono» e con dei testi che sono «leggermente paranoici». L'idea del brano venne da una recensione inglese di un loro concerto in cui Flür e Bartos venivano paragonati a dei manichini da salone. Alcune versioni della canzone contengono un'introduzione parlata che inizia con un conteggio in tedesco, "eins zwei drei vier", in quanto parodia del gruppo Ramones dove in alcune canzoni si contava rapidamente, "one two three four".
La seconda parte di Trans Europa Express è composta da una suite comprendente Trans-Europe Express, Metal on Metal e Franz Schubert, prima di chiudersi con una breve ripetizione del tema principale proveniente da Europe Endless. Stewart Maon di AllMusic descrisse gli elementi musicali della suite apparentemente incentrati su di un tema ossessivo di un «impassibile canto mediato dalla frase del titolo, lentamente stratificato su quella specifica base ritmica, approssimativamente nello stesso modo in cui venne realizzato il singolo precedente, Autobahn». I testi della suite si riferiscono all'album Station to Station e l'incontro con i musicisti Iggy Pop e David Bowie avvenuto prima delle registrazioni. Hütter era interessato al lavoro di Bowie quando si trovava al lavoro con Iggy Pop, frontman degli Stooges, uno dei suoi gruppi preferiti.

### Stile musicale
L'album è caratterizzato da un utilizzo massiccio di sequencer all'interno delle incisioni. Tra la strumentazione utilizzata è infatti presente il Synthanorma Sequenzer, sequencer già impiegato da altri gruppi come Tangerine Dream, del quale i Kraftwerk possedevano una versione costruita appositamente per loro dalla Matten & Wiechers in collaborazione con Florian Schneider.

## Accoglienza
I Kraftwerk credevano che i critici del Regno Unito e degli Stati Uniti li avessero associati alla Germania nazista, per via di tracce come Autobahn, strettamente collegate alle autostrade costruite dai nazisti negli anni trenta e quaranta. Allo stesso tempo, il gruppo era entusiasta di spostarsi dal proprio patrimonio tedesco verso un nuovo senso di identità europea e sentì che il Trans Europ Express ne poteva essere il simbolo.
Steve Huey di AllMusic considera Trans Europa Express un concept album avente due tematiche diverse. La prima è la differenza tra la realtà e l'immagine, rappresentata dai brani Hall of Mirrors e Showroom Dummies, e l'altra sull'esaltazione dell'Europa. Slant Magazine descrive l'album come «un poema sonico per l'Europa». Lo stile musicale di Trans Europa Express viene descritto dallo stesso Huey come dei temi melodici che vengono «spesso ripetuti e a volte intrecciati su beat volontari, scolati, qualche volta con parti vocali manipolate» e «ritmi minimalisti, meccanici, e melodie artigianali, accattivanti».

## Tracce
Musiche di Ralf Hütter, eccetto dove indicato.

### Edizione tedesca
1. Europa Endlos – 9:41
2. Spiegelsaal – 7:56 (testo: Ralf Hütter, Florian Schneider, Emil Schult)
3. Schaufensterpuppen – 6:17 (testo: Ralf Hütter)
4. Trans Europa Express – 6:36 (testo: Ralf Hütter, Emil Schult)
5. Metall auf Metall – 1:46
6. Abzug – 5:18
7. Franz Schubert – 4:25
8. Endlos Endlos – 0:45 (musica: Ralf Hütter, Florian Schneider)

### Edizione internazionale
1. Europe Endless – 9:35 (testo: Ralf Hütter, Florian Schneider)
2. The Hall of Mirrors – 7:50 (testo: Ralf Hütter, Florian Schneider, Emil Schult)
3. Showroom Dummies – 6:10 (testo: Ralf Hütter)
4. Trans-Europe Express – 6:40 (testo: Ralf Hütter, Emil Schult)
5. Metal on Metal – 6:52
6. Franz Schubert – 4:25
7. Endless Endless – 0:55 (musica: Ralf Hütter, Florian Schneider)

Note
- Il brano Abzug nella versione internazionale è incluso nella traccia Metal on Metal. Tuttavia, nella riedizione del 2009 è presente come traccia separata avente lo stesso titolo della versione originale.
- Nell'edizione pubblicata in Francia il brano Schaufensterpuppen (Showroom Dummies) è presente nella sua versione tradotta in francese dal titolo Les Mannequins.

## Formazione
Gruppo
- Ralf Hütter – voce, sintetizzatore, Orchestron Synthanorma Sequenzer, elettronica
- Florian Schneider – voce, vocoder, Votrax, sintetizzatore, elettronica
- Wolfgang Flür – percussioni elettroniche
- Karl Bartos – percussioni elettroniche, sintetizzatore in The Hall Of Mirrors

Produzione
- Ralf Hütter – produzione, ricostruzione copertina (riedizione del 2009)
- Florian Schneider – produzione
- Peter Bollig – registrazione al Kling Klang Studio
- Thomas Kuckuck – missaggio al Rüssl Studio
- Bill Halverson – ingegneria del suono al Record Plant
- Maurice Seymour – fotografia (New York)
- J. Stara – fotografia (Parigi)
- Ink Studios – topografia
- Johann Zambryski – ricostruzione copertina (riedizione del 2009)
- Günther Fröhling – fotografia  (Düsseldorf) (riedizione del 2009)

## Classifiche
| Classifica (1977-82) | Posizione massima |
| -------------------- | ----------------- |
| Germania             | 32                |
| Regno Unito          | 49                |
| Stati Uniti          | 119               |
| Svezia               | 32                |
| Svizzera             | 71                |

## Riconoscimenti
Trans Europa Express è inoltre presente all'interno di diverse classifiche dei migliori album stilate da varie pubblicazioni specializzate, tra cui:
- Rolling Stone, che ha posto l'album alla posizione numero 250 nella lista dei 500 migliori album[25]
- New Musical Express, che lo ha inserito nel 2003 al numero 36 della lista dei 100 migliori album[26]
- L'emittente televisiva Channel 4, che ha posto l'album al numero 71 nella lista dei 100 migliori album[27]
- L'emittente televisiva VH1, ha inserito l'album al numero 56 della propria lista dei 100 migliori album[28]